# Cali Carter
Cali Carter (Sacramento, California; 23 de febrero de 1990) es una actriz pornográfica y modelo erótica estadounidense.

## Biografía
Nació y se crio en California, en el seno de una familia de ascendencia alemana, irlandesa y española. Intentó entrar en la Universidad para estudiar un grado en Ciencias. Trabajó en una pizzería, en una hamburguesería y como camarera para tratar de conseguir ingresos y pagarse los estudios. Al no conseguirlo, achacada por las deudas, como mencionó en diversas entrevistas, se sacó un título de CNA y trabajó en un geriátrico durante ocho meses.
Debutó como actriz pornográfica en febrero de 2013, a los 23 años de edad. Como actriz, ha trabajado para productoras como Archangel, Reality Kings, Evil Angel, Immoral Productions, Hustler, Filly Films, Elegant Angel, Lethal Hardcore, New Sensations, Wicked Pictures, Brazzers, Naughty America, Hard X o Girlfriends Films.
En 2016 rodó su primera escena de sexo anal en la película Freaky Petite 2.
En 2018 recibió una nominación en los Premios AVN en la categoría de Mejor escena de trío H-M-H por la película Cali Carter Is The ArchAngel, donde también grabó su primera escena de sexo interracial.
Ha aparecido en más de 470 películas como actriz.
Otras películas suyas son Anal Players 3, Best Friends, Cute and Innocent?, Dirty Blondes, Gym And Juice, House Party Orgy, Meet My Girlfriend, Open My Ass, Pretty Dirty 6, Rubdown, Slut Auditions 3 o Teens Throated 3.

## Premios y nominaciones
| Año  | Ceremonia         | Resultado | Premio                                | Trabajo                      |
| ---- | ----------------- | --------- | ------------------------------------- | ---------------------------- |
| 2013 | Inked Awards      | Nominada  | Starlet of the Year                   | —                            |
| 2013 | Nightmoves        | Nominada  | Best New Starlet                      | —                            |
| 2013 | Sex Awards        | Nominada  | Hottest New Girl                      | —                            |
| 2014 | Inked Awards      | Nominada  | Starlet of the Year                   | —                            |
| 2015 | Premios AVN       | Nominada  | Premio fan: Debutante más rompedora   | —                            |
| 2015 | Inked Awards      | Nominada  | Starlet of the Year                   | —                            |
| 2016 | Inked Awards      | Ganadora  | Best Oral                             | —                            |
| 2017 | Premios AVN       | Nominada  | Premio fan: Culo más épico            | —                            |
| 2017 | Spank Bank Awards | Nominada  | Cocksucker of the Year                | —                            |
| 2017 | Spank Bank Awards | Nominada  | Deepest Throat                        | —                            |
| 2017 | Spank Bank Awards | Nominada  | Webcam / Skype Show Girl of the Year  | —                            |
| 2018 | Premios AVN       | Nominada  | Mejor escena de trío H-M-H            | Cali Carter Is the ArchAngel |
| 2018 | Spank Bank Awards | Nominada  | Blowbang / Bukkake Badass of the Year | —                            |
| 2018 | Spank Bank Awards | Nominada  | Most Underrated Slut                  | —                            |
| 2018 | Spank Bank Awards | Nominada  | Oral Authority of the Year            | —                            |
| 2018 | Inked Awards      | Nominada  | Artista femenina del año              | —                            |
| 2018 | Inked Awards      | Nominada  | Mejor coño                            | —                            |
| 2018 | Inked Awards      | Nominada  | Mejor oral                            | —                            |
| 2019 | Premios AVN       | Nominada  | Premio fan: Culo más épico            | —                            |
| 2019 | Spank Bank Awards | Nominada  | Best Body Built For Sin               | —                            |
| 2019 | Spank Bank Awards | Nominada  | Most Underrated Slut                  | —                            |